# Devil Between My Toes
 (novembre 2017).
Si vous disposez d'ouvrages ou d'articles de référence ou si vous connaissez des sites web de qualité traitant du thème abordé ici, merci de compléter l'article en donnant les références utiles à sa vérifiabilité et en les liant à la section « Notes et références ».
Albums de Guided by Voices
Forever Since Breakfast (EP)
(1986) Sandbox
(1987)
Devil Between My Toes est le premier album — après un EP Forever Since Breakfast sorti l'année précédente — du groupe de rock indépendant américain Guided by Voices, sorti en février 1987.
Seulement 300 exemplaires du vinyle original sont pressés. Une version remasterisée de l'album est rééditée, en Allemagne, en 1993 par Get Happy !, avec 1 000 copies pressées.
La première édition, au format CD, apparaît en février 1995, à l'occasion de la parution d'un box set de 5 disques comprenant les quatre premiers albums studio et la compilation King Shit & The Golden Boys (en).

## Liste des titres
Toutes les chansons sont écrites et composées par Robert "Bob" Pollard, Jim Pollard,  Mitch Mitchell.
|       | 'Face A : Buckeye Side       |      |
| A1.   | Old Battery                  | 1:46 |
| A2.   | Discussing Wallace Chambers  | 1:48 |
| A3.   | Cyclops                      | 1:50 |
| A4.   | Crux                         | 2:25 |
| A5.   | A Portrait Destroyed by Fire | 5:10 |
| A6.   | 3 Year Old Man               | 1:40 |
|       | 'Face B : Briar Side         |      |
| B1.   | Dog's Out                    | 2:09 |
| B2.   | A Proud and Booming Industry | 1:03 |
| B3.   | Hank's Little Fingers        | 2:13 |
| B4.   | Artboat                      | 2:28 |
| B5.   | Hey Hey, Spaceman            | 2:52 |
| B6.   | The Tumblers                 | 2:40 |
| B7.   | Bread Alone                  | 1:10 |
| B8.   | Captain's Dead               | 2:01 |
| 31:14 |                              |      |

## Crédits
| - Robert Pollard : guitare, chant - Mitch Mitchell : basse - Kevin Fennell, Peyton Eric : batterie - Tobin Sprout : guitare, chœurs - Steve Wilbur : guitare | - Production : Robert "Bob" Pollard - Ingénierie : Steve Wilbur - Mastering : Donnie Kraft - Photographie : Mitch Mitchell |